# Patricio de Azcárate Corral
Patricio de Azcárate y del Corral (León, 17 de marzo de 1800-Id., 20 de febrero de 1886) fue un filósofo y político español, historiador y difusor de la filosofía moderna. Fue el primer traductor al español de las obras completas de Platón, Aristóteles (salvo la Física) y Leibniz.[cita requerida]

## Biografía
Hijo de dos santanderinos, Tomás de Azcárate y Clara del Corral, inició sus estudios en el Seminario de León, que abandonó para seguir los de Leyes en la Universidad de Oviedo (1819) y en Santiago de Compostela, donde se licenció en Derecho el 14 de junio de 1826. Establecida su familia en Gijón, allí se sirvió de la Biblioteca Jovellanos, pero volvió a León, donde se instaló. Allí se integró entre los liberales progresistas de la Comisión de Monumentos, la Biblioteca Provincial y la Sociedad Económica de Amigos del País y desempeñó muchos años la Secretaría de la Diputación Provincial. Formó parte de la Milicia Nacional y participó en la primera Guerra Carlista, interrumpiendo sus estudios. En 1841 fue elegido diputado a Cortes por León y el 21 de agosto de 1843 fue nombrado jefe político de León por Joaquín María López. Sin embargo, renunció tras la caída de Baldomero Espartero al final de ese año (dimitió el 11 de diciembre), tras lo cual reanudó sus estudios.
Contrajo matrimonio con Justa Menéndez-Morán Palacio, natural de Gijón e hija del coronel Luis Menéndez Morán, con quien tuvo en 1840 a su primer hijo, el filósofo y escritor Gumersindo de Azcárate. En 1848 compró al marqués de Gastañaga un palacio con fincas en Villimer, en la cuenca del río Porma, a unos 17 kilómetros de León. En 1849 tuvo un segundo hijo, Tomás de Azcárate Menéndez, que sería Contralmirante. Después nacieron Cayo (padre de Pablo de Azcárate), Jesusa y Manuela.[cita requerida]
En 1852 decidió emprender un proyecto de traducción de Filosofía antigua y moderna para compensar así las lagunas que encontraba en los planes oficiales de estudio de esta materia, los 26 volúmenes de su Biblioteca Filosófica, que comprenden 11 volúmenes con las obras completas de Platón (1871-1872), 10 volúmenes de obras de Aristóteles (1873-1875) y 5 volúmenes de obras de Leibniz (1878). Estas traducciones, junto con su Exposición histórico-crítica de los sistemas filosóficos modernos (1861), constituyen su gran aportación al renacer filosófico en la España de la segunda mitad del siglo XIX. Pero las traducciones no las realizó a partir del griego, sino que utilizó versiones en francés, lo que las hace poco confiables.
Patricio de Azcárate del Corral publicó en 1853 las Veladas sobre la filosofía moderna (Rivadeneyra, Madrid 1853, 474 págs.), dedicadas «a la juventud estudiosa», a la que ofrece como modelo patriótico una curiosa relación de personajes. 
Tras la Vicalvarada o revolución de 1854 fue nombrado gobernador civil de distintas provincias hasta 1863 (León, Valladolid, Vizcaya, Santander, Murcia y Toledo). Entre 1854 y 1856 fue gobernador de León, y este último año gobernador de Valladolid y Vizcaya hasta la vuelta del general Ramón María Narváez el 13 de octubre de 1856. Por estas fechas debió ingresar en la Unión Liberal de Leopoldo O'Donnell en la que también militó Modesto Lafuente, con cuya formación en 1858-59 fue gobernador de Santander, trasladado después a Murcia, 1859-61, y a Toledo, 1861-63. Dimitió el 23 de mayo de 1863 y ya no volvió a ocupar cargos políticos.
En 1861 Azcárate publicó su segunda obra filosófica, ampliación de las Veladas, la Exposición histórico-crítica de los sistemas filosóficos modernos y verdaderos principios de la ciencia, en la que ofrece un panorama de la filosofía del momento.
Diez años después de la publicación de los cuatro tomos de la Exposición histórico-crítica de los sistemas filosóficos modernos, cumplidos ya los setenta años de edad, Azcárate del Corral publicó su tercera aportación como traductor: las Obras completas de Platón. La edición de los once volúmenes de las obras de Platón fue posible gracias a 500 suscriptores que se comprometieron a adquirir la obra.[cita requerida]
Las traducciones de Platón, Aristóteles y Leibniz en que trabajó Patricio de Azcárate han sido reeditadas varias veces. Asimismo realizó Azcárate y del Corral la traducción de Francis Bacon en cuatro tomos, que no se llegó a publicar («y no traduje las de Descartes y Kant, como lo había anunciado en mi prospecto, porque dos personas muy competentes se adelantaron anunciando su publicación, con cuyo motivo suprimí mis trabajos», 1880, nota 2). Fue miembro correspondiente de la Real Academia de Ciencias Morales y Políticas y de la Real Academia de la Historia. Falleció en León el 20 de febrero de 1886. Tal como dejó dispuesto.

## Obras

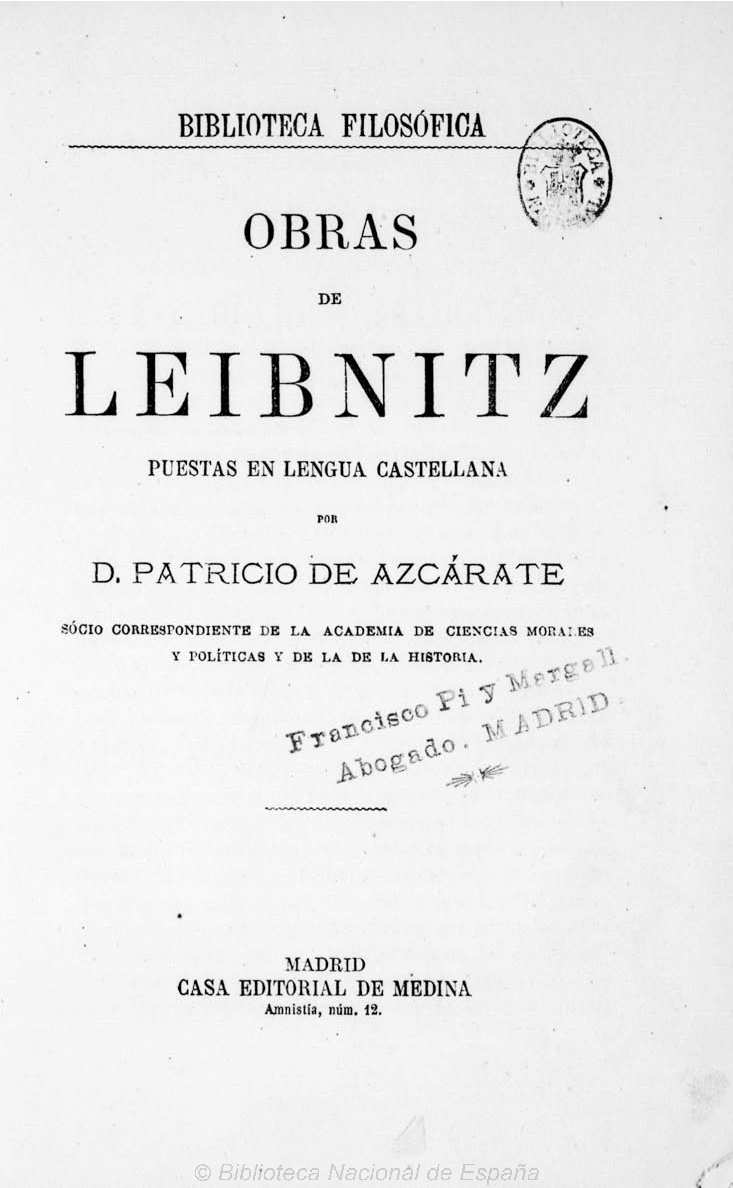
Portada de Obras de Leibnitz, puestas en lengua castellana por Patricio de Azcárate. (1878)

- Veladas sobre la filosofía moderna, M. Rivadeneyra, Madrid 1853, 474 págs.
- Exposición a S. M. sobre arreglo de los Fueros de las Provincias Vascongadas, Viuda e Hijos de Miñón, León 1856, 30 págs.
- Exposición histórico-crítica de los sistemas filosóficos modernos y verdaderos principios de la ciencia, Establecimiento tipográfico de don Francisco de Paula Mellado, Madrid 1861, 4 vols., 368 + 333 + 295 y 248 págs. Segunda edición: Librería de A. Durán, Madrid 1870-1874, 4 vols.
- Del materialismo y positivismo contemporáneo: discurso leído en el Liceo de la Sociedad Económica de Amigos del país de León, Miñón, León 1870, 41 págs.
- Obras completas de Platón, puestas en lengua castellana por primera vez por Patricio de Azcárate, Medina y Navarro (Biblioteca Filosófica), Madrid 1871-1872, 11 volúmenes. (1-2: Diálogos socráticos, 3-4: Diálogos polémicos, 5-6: Diálogos dogmáticos, 7-8: La República o El Estado, 9-10: Las Leyes, 11: Obras varias.)
- Obras de Aristóteles, puestas en lengua castellana por Patricio de Azcárate, Medina y Navarro (Biblioteca Filosófica), Madrid [1874-1875], 10 volúmenes. (1-2: Moral, 3: Política, 4-5: Psicología, 6-9: Lógica, 10: Metafísica.)
- Obras de Leibnitz, puestas en lengua castellana por Patricio de Azcárate, Casa Editorial de Medina (Biblioteca Filosófica), Madrid 1878, 5 volúmenes. (1: Varios –34 textos, desde la 'Vida de Leibnitz trazada por él mismo' hasta 'La Monadología'–, 2-3: Nuevo ensayo sobre el entendimiento humano, 4: Correspondencia filosófica, 5: Teodicea.)
- La filosofía y la civilización moderna en España, Montoya y Compañía, Madrid 1880, 28 págs. (Publicado también en Revista de España, n.º 72, 1880, págs. 319-244.)

## Obras sobre Patricio de Azcárate y del Corral
- 1862: Exposición histórico-crítica de los sistemas filosóficos..., Revista Ibérica, 15 de febrero; José Joaquín de Mora, Filosofía [Exposición histórico-crítica...], La América, 8 de abril: Exposición histórico-crítica de los sistemas filosóficos..., La Iberia, 4 de diciembre; Federico de Castro: Exposición histórico-crítica de los sistemas..., Revista Ibérica, 30 de diciembre
- 1866: La filosofía española, indicaciones bibliográficas, págs. 193-195, 221-226, Luis Vidart Schuch
- 1927: Historia de la filosofía en España hasta el siglo XX, págs. 497-498, Mario Méndez Bejarano
- 1979: Patricio de Azcárate (1800-1886), filósofo e historiador de la Filosofía, Nicolás Martín Sosa, Ediciones Universidad de Salamanca (Serie Varia, temas científicos y literarios, 26), Salamanca 1979, 156 págs. (con prólogo de Miguel Cruz Hernández)